# Corlier
Corlier est une commune française, située dans le département de l'Ain en région administrative Auvergne-Rhône-Alpes. Corlier se comprend dans la région naturelle et historique du Bugey dans le massif du Jura.
Ses habitants s'appellent les Corlierons et les Corlierones.

## Géographie

### Situation
La commune se situe à l'extrémité du plateau du val d'Aranc s'étendant sur une superficie de 5,5 km2 à une altitude moyenne de 781 mètres. Elle est bordée au nord-est par la chaîne de l'Avocat, d'une hauteur maximum de 1 014 mètres. Au nord se trouve l'altiport de Corlier ouvrant sur une reculée ou se situe la cascade de la Fouge. À l'ouest, une succession de reculées permettent d’accéder au village de Jujurieux. Corlier se trouve dans le massif du Jura et dans la région du Bugey.

### Communes limitrophes
|                      | Cerdon  |         |
| Boyeux-Saint-Jérôme  | Corlier | Izenave |
| Nivollet-Montgriffon | Aranc   |         |

### Climat
Pour des articles plus généraux, voir Climat d'Auvergne-Rhône-Alpes et Climat de l'Ain.
En 2010, le climat de la commune est de type climat de montagne, selon une étude du CNRS s'appuyant sur une série de données couvrant la période 1971-2000. En 2020, Météo-France publie une typologie des climats de la France métropolitaine dans laquelle la commune est exposée à un climat de montagne ou de marges de montagne et est dans la région climatique Jura, caractérisée par une forte pluviométrie en toutes saisons (1 000 à 1 500 mm/an), des hivers rigoureux et un ensoleillement médiocre.
Pour la période 1971-2000, la température annuelle moyenne est de 8,4 °C, avec une amplitude thermique annuelle de 16,5 °C. Le cumul annuel moyen de précipitations est de 1 623 mm, avec 11,4 jours de précipitations en janvier et 8,9 jours en juillet. Pour la période 1991-2020, la température moyenne annuelle observée sur la station météorologique de Météo-France la plus proche, « Vieu », sur la commune de Vieu-d'Izenave à 6 km à vol d'oiseau, est de 9,4 °C et le cumul annuel moyen de précipitations est de 1 610,3 mm,. Pour l'avenir, les paramètres climatiques de la commune estimés pour 2050 selon différents scénarios d'émission de gaz à effet de serre sont consultables sur un site dédié publié par Météo-France en novembre 2022.

## Urbanisme

### Typologie
Au 1er janvier 2024, Corlier est catégorisée commune rurale à habitat dispersé, selon la nouvelle grille communale de densité à 7 niveaux définie par l'Insee en 2022.
Elle est située hors unité urbaine. Par ailleurs la commune fait partie de l'aire d'attraction de Plateau d'Hauteville, dont elle est une commune de la couronne,. Cette aire, qui regroupe 6 communes, est catégorisée dans les aires de moins de 50 000 habitants,.

### Occupation des sols
L'occupation des sols de la commune, telle qu'elle ressort de la base de données européenne d’occupation biophysique des sols Corine Land Cover (CLC), est marquée par l'importance des forêts et milieux semi-naturels (57 % en 2018), une proportion identique à celle de 1990 (57 %). La répartition détaillée en 2018 est la suivante : 
forêts (57 %), prairies (36 %), zones agricoles hétérogènes (6 %), zones humides intérieures (1 %).
L'évolution de l’occupation des sols de la commune et de ses infrastructures peut être observée sur les différentes représentations cartographiques du territoire : la carte de Cassini (XVIIIe siècle), la carte d'état-major (1820-1866) et les cartes ou photos aériennes de l'IGN pour la période actuelle (1950 à aujourd'hui).

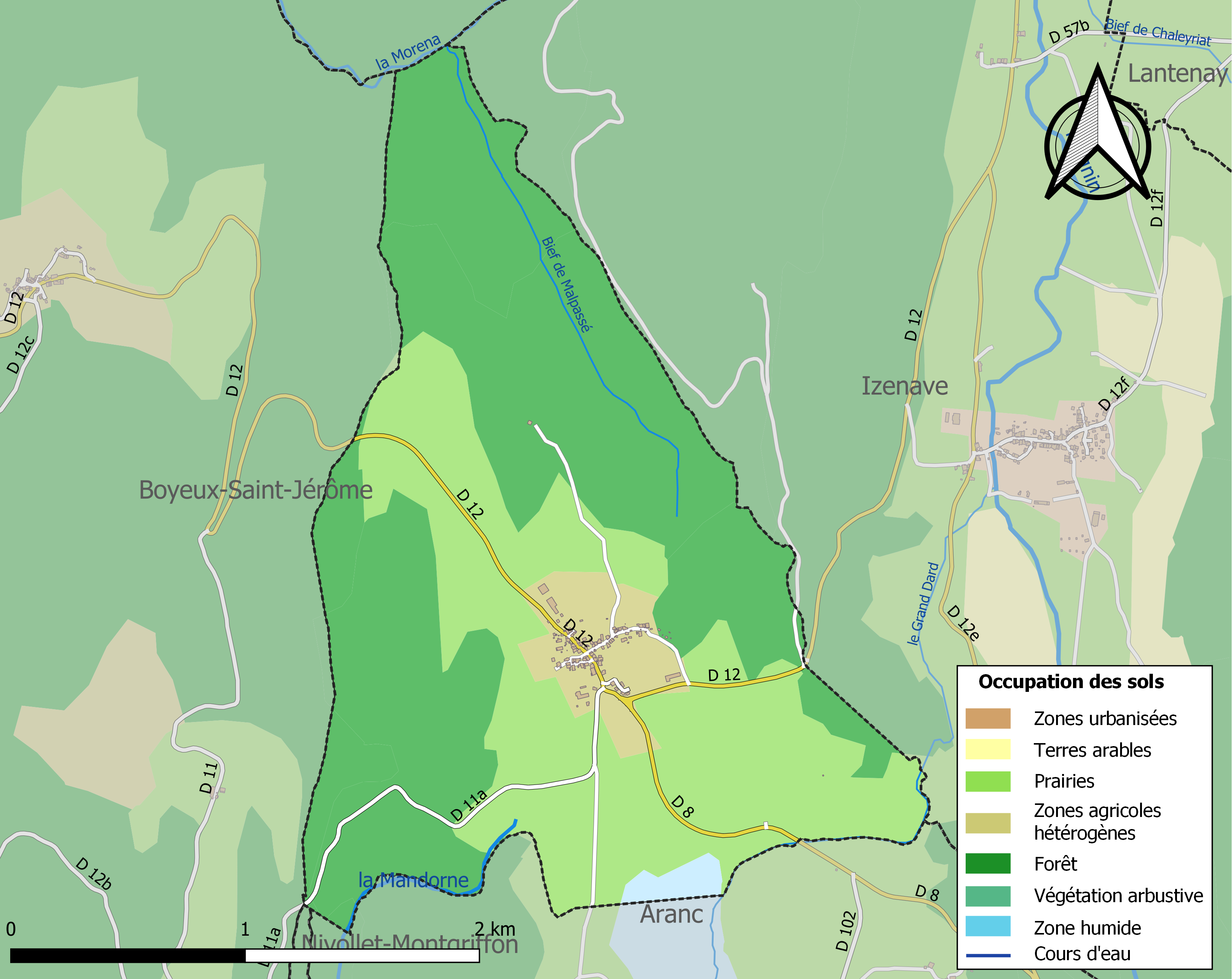
Carte des infrastructures et de l'occupation des sols de la commune en 2018 (CLC).

## Toponymie
Corlier, que l'on retrouve sous le nom aussi de Corlieu, tire son étymologie probablement de Cor, mot celtique désignant un lieu habité.

## Histoire

### Antiquité
En 1885 et 1906 fut découvert à l'ouest du village, au lieu-dit Maussant, un lot de 217 pièces de monnaie datant de l'époque romaine (de l'empereur Claude à Valens). Ces pièces ont été trouvées lors du curage de la source présente au lieu-dit. il s'agit certainement d'une offrande à la divinité de la source. Il a été découvert aussi des fragments de poteries et des clous en fer.

### Seigneurie
Corlier était une seigneurie en toute justice, avec château, du domaine des abbés de Saint-Rambert-en-Bugey qui s'associèrent aux comtes de Savoie à la fin du XIe siècle. La seigneurie passe aux mains de la famille de Rougemont au XIIe siècle. En 1274, la seigneurie fut vendue par Guillaume de Rougemont à son frère Étienne. Jean de Rougemont, fils d'Étienne, en fit hommage aux sires de Thoire et Villars vers l'an 1375. Hugonin du Breul, second  fils de Jean II du Breul fut chevalier et seigneur de Corlier à cette époque. Les sires appliquèrent la haute, moyenne et basse justice conjointement avec Jean de Rougemont. Ces derniers inféodèrent la seigneurie de Corlier le 11 juin 1381 à Pierre de Layrieux.
Au XVIIe siècle, elle est partagée entre le duc de Nemours, le comte de Montréal, les barons de Châtillon de Corneille et de la Bâtie sur Cerdon, les seigneurs de Rougemont, de Lantenay, de la Vellière, de Bouvens, de la Cueille et les chartreux de Meyriat. Le château fut cédé, par la suite à la famille Montillet de Champdor et ce jusqu'à la Révolution.

### Époque contemporaine
Par arrêté préfectoral du 19 novembre 2018, Prémillieu tout comme l'ensemble des communes de l'intercommunalité du plateau d'Hauteville sont intégrés à Haut-Bugey Agglomération.

## Politique et administration

### Découpage territorial
La commune de Corlier est membre de l'intercommunalité Haut-Bugey Agglomération, un établissement public de coopération intercommunale (EPCI) à fiscalité propre créé le 1er janvier 2014 dont le siège est à Oyonnax. Ce dernier est par ailleurs membre d'autres groupements intercommunaux.
Sur le plan administratif, elle est rattachée à l'arrondissement de Belley, au département de l'Ain et à la région administrative Auvergne-Rhône-Alpes. Sur le plan électoral, elle dépend du canton de Plateau d'Hauteville pour l'élection des conseillers départementaux, depuis le redécoupage cantonal de 2014 entré en vigueur en 2015, et de la cinquième circonscription de l'Ain pour les élections législatives, depuis le dernier découpage électoral de 2010.

### Administration municipale

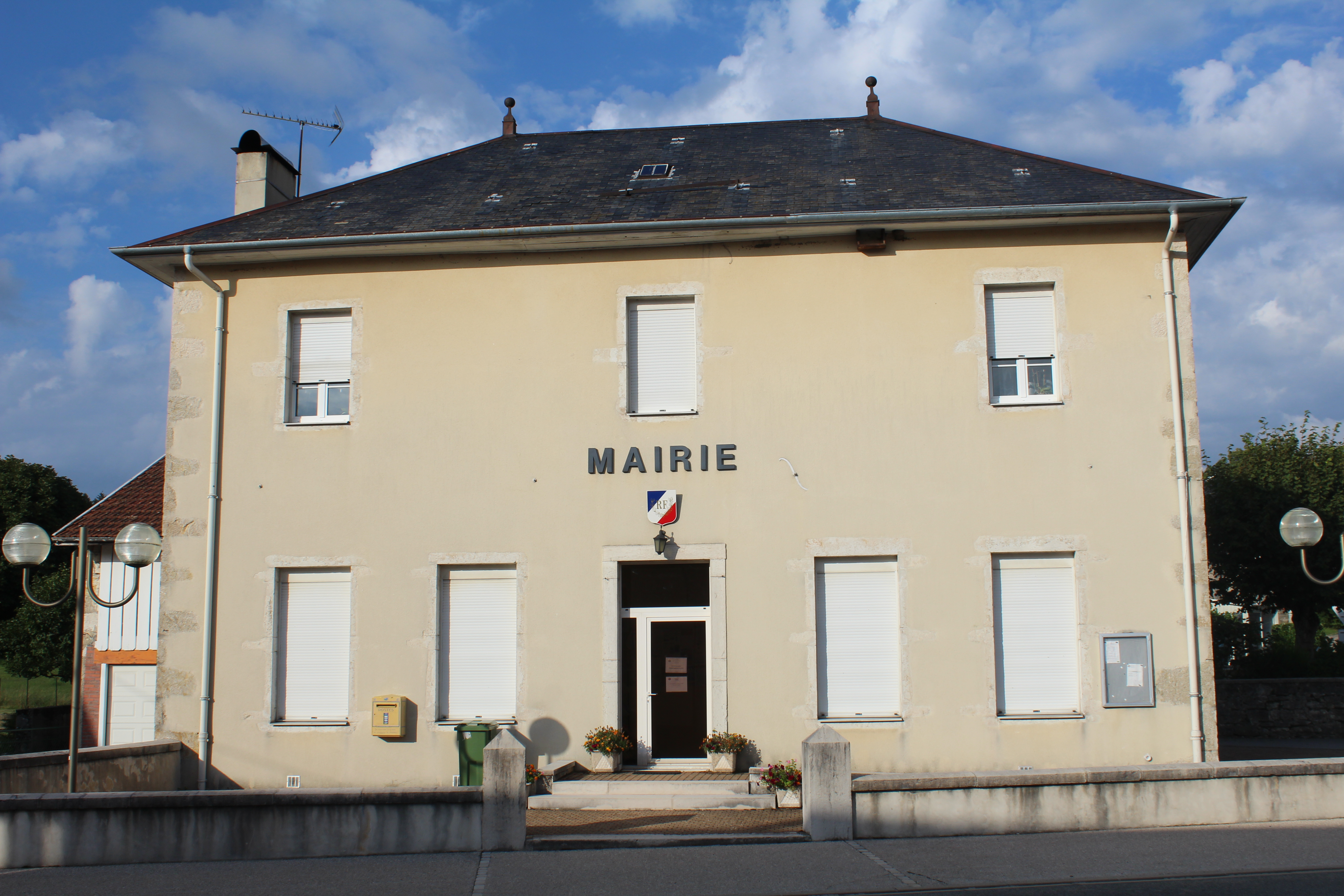
Mairie.

| Période                                  | Période  | Identité             | Étiquette | Qualité               |
| ---------------------------------------- | -------- | -------------------- | --------- | --------------------- |
| 1953                                     | 1977     | Adrien Turc          |           |                       |
| 1977                                     | 1989     | Maurice Escande      |           |                       |
| 1989                                     | 2001     | Albert Sappey        |           |                       |
| 2001                                     | 2008     | Gérard Ehrstein      |           |                       |
| 2008                                     | En cours | Jean-François Dupont |           | Réélu en 2014 et 2020 |
| Les données manquantes sont à compléter. |          |                      |           |                       |

## Population et société

### Démographie
L'évolution du nombre d'habitants est connue à travers les recensements de la population effectués dans la commune depuis 1793. Pour les communes de moins de 10 000 habitants, une enquête de recensement portant sur toute la population est réalisée tous les cinq ans, les populations de référence des années intermédiaires étant quant à elles estimées par interpolation ou extrapolation. Pour la commune, le premier recensement exhaustif entrant dans le cadre du nouveau dispositif a été réalisé en 2008.
En 2022, la commune comptait 116 habitants, en évolution de +2,65 % par rapport à 2016 (Ain : +5,15 %, France hors Mayotte : +2,11 %).
| 1793 | 1800 | 1806 | 1821 | 1831 | 1836 | 1841 | 1846 | 1851 |
| ---- | ---- | ---- | ---- | ---- | ---- | ---- | ---- | ---- |
| 250  | 214  | 274  | 263  | 272  | 212  | 235  | 246  | 281  |

| 1856 | 1861 | 1866 | 1872 | 1876 | 1881 | 1886 | 1891 | 1896 |
| ---- | ---- | ---- | ---- | ---- | ---- | ---- | ---- | ---- |
| 258  | 245  | 242  | 226  | 212  | 219  | 225  | 226  | 194  |

| 1901 | 1906 | 1911 | 1921 | 1926 | 1931 | 1936 | 1946 | 1954 |
| ---- | ---- | ---- | ---- | ---- | ---- | ---- | ---- | ---- |
| 197  | 165  | 160  | 139  | 166  | 148  | 133  | 104  | 110  |

| 1962 | 1968 | 1975 | 1982 | 1990 | 1999 | 2006 | 2008 | 2013 |
| ---- | ---- | ---- | ---- | ---- | ---- | ---- | ---- | ---- |
| 89   | 65   | 69   | 66   | 76   | 73   | 109  | 119  | 116  |

| 2018 | 2022 | - | - | - | - | - | - | - |
| ---- | ---- | - | - | - | - | - | - | - |
| 116  | 116  | - | - | - | - | - | - | - |

## Lieux et monuments

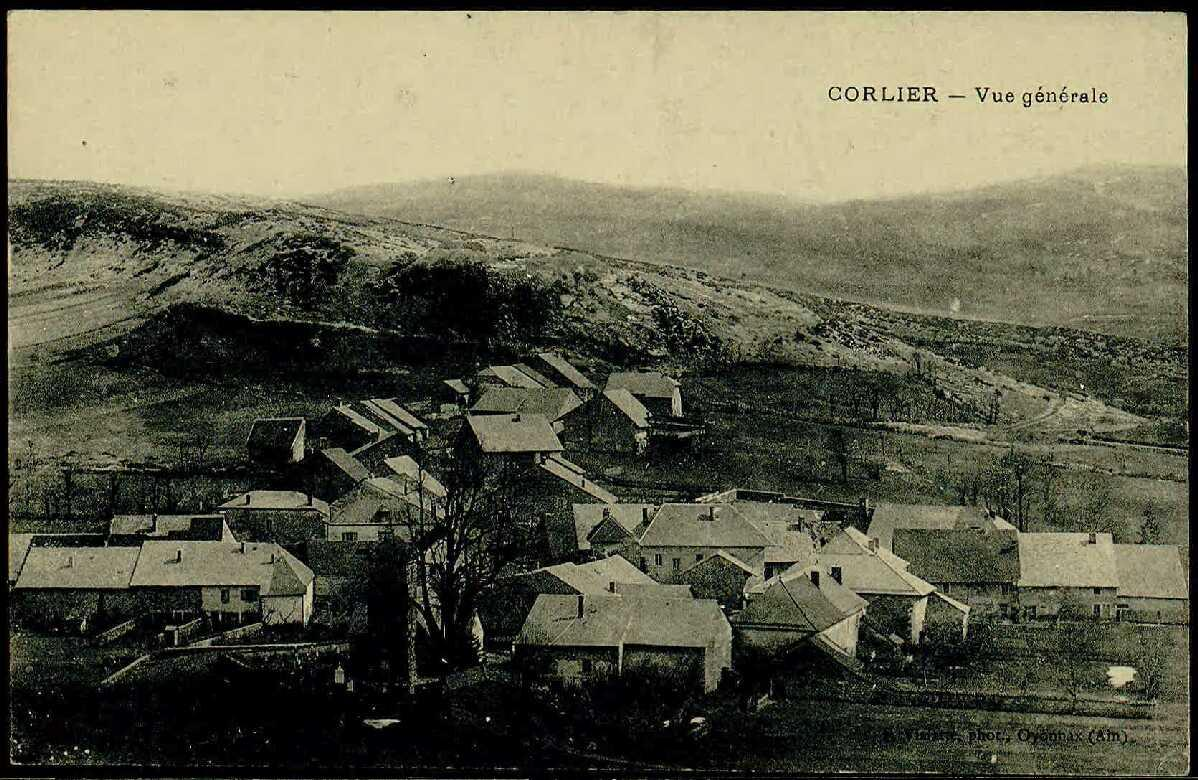
Une vue de Corlier.

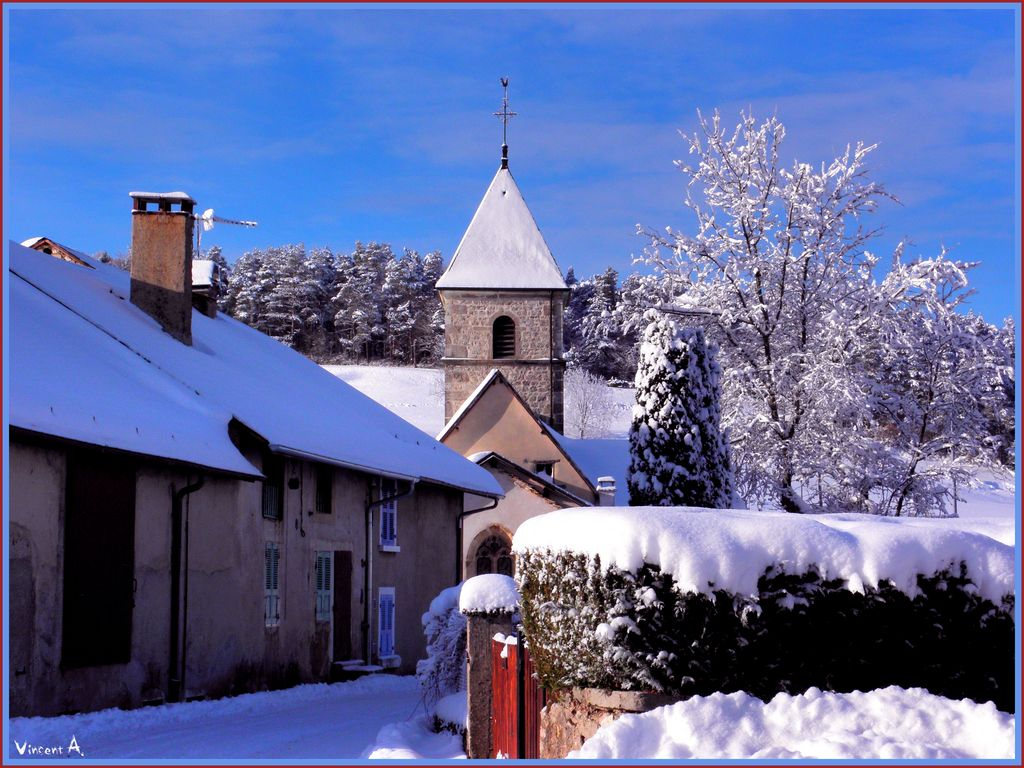
Une vue de Corlier enneigée.

### Château féodal
Le château de Corlier se situait sur l'éperon rocheux qui domine le village à 807 m d'altitude. Le château des sires de Rougemont est cité au XIIe siècle en fief des comtes de Savoie. Il n'en reste, aujourd'hui, pratiquement aucune trace. Aucune description nous permette de connaître les proportions réelles de la bâtisse. En 1330, d'après les comptes de la châtellenie de Lompnès, le château était mentionné sous le nom de bâtie, signifiant que ce château fut un ou des bastions de bois avec peut-être une partie en pierre.
Toujours en 1330, en pleine guerre delphino-savoyarde, le château fut pris pendant deux jours par les troupes savoyardes menées par un certain Guillaume dit « de Résinand », qui y fut blessé. Humbert de Châtillon (dit « Provaint »), châtelain de Saint-Rambert, paya dix sous pour les soins dudit Guillaume.
Afin de s'emparer de l'édifice, les assaillants ont brulé la porte avec du bois et de la paille. À la Pâques, le Dauphin rassembla ses troupes à Lagnieu afin de récupérer le château, mais cette opération ne put se faire. À partir de ce moment, c'est le châtelain de Lompnès qui prit la garde du château. Il aurait été détruit au XVIe ou XVIIe siècle, peut-être lors du rattachement du Bugey à la France en 1601. Actuellement, une statue de la Vierge témoigne de l'emplacement de ce château. Les fondements d'une tour restent quand même visibles.
Globalement, ce château ou bâtie faisait partie d'un réseau castral qui, avec le château de Varey, de Châtillon-de-Cornelle et de Saint-Martin-du-Frêne, formait la frontière entre la Savoie et la Bresse et fut aussi une base arrière des sires de Thoire et Villars.

### Maisons fortes
Il aurait aussi existé une première maison forte à Corlier qui, selon un acte datant de 1341, la situe non loin du château (en dessous de l'éperon rocheux). Elle est encore mentionnée dans des actes datant de 1344 et 1351.
Une seconde maison forte est, quant à elle, mentionnée en 1454 sous le nom de Lestanchi. Guillaume de Rougemont, en 1337, la cède au comte de Savoie avec le moulin qui se situe à proximité en échange de la seigneurie de Lompnès.
Après la destruction du château, une maison forte fait office de « château ». Le procès verbal datant du 27 mars 1776 nous indique que des pierres de taille, des portes et des fenêtres furent démontées du château de Rougemont pour la réfection de ce bâtiment. On ne sait actuellement le lieu de cette demeure et si elle existe encore.

### Autres vestiges
Ruines du moulin de Merlet : le moulin était encore en activité à la fin de la Seconde Guerre mondiale. Sur certains documents, on retrouve la mention de hameau de Merlet. Sur place, n'est visible qu'une seule ruine du moulin mais il est probable qu'il y en eut trois. Ces moulins sont alimentés par les ruisseaux qui forment la Jarine.
Quand Mgr Devie passa à Corlier, en 1835, son secrétaire nota : « entre Aranc et Corlier, on aperçoit les ruines d'un ancien monastère que les habitants du pays appellent encore le couvent des Dames. La tradition porte que c'étaient des religieuses placées dans cette maison et qui furent transférées à Seyssel ». Il s'agirait peut-être du château détruit en 1601. Le géographe Corcelle signale lui aussi, l'ancien couvent des Dames de Blyes à Corlier. Il pourrait s'agir ici du prieuré de Cléon sur la commune de Corcelles.

### Église

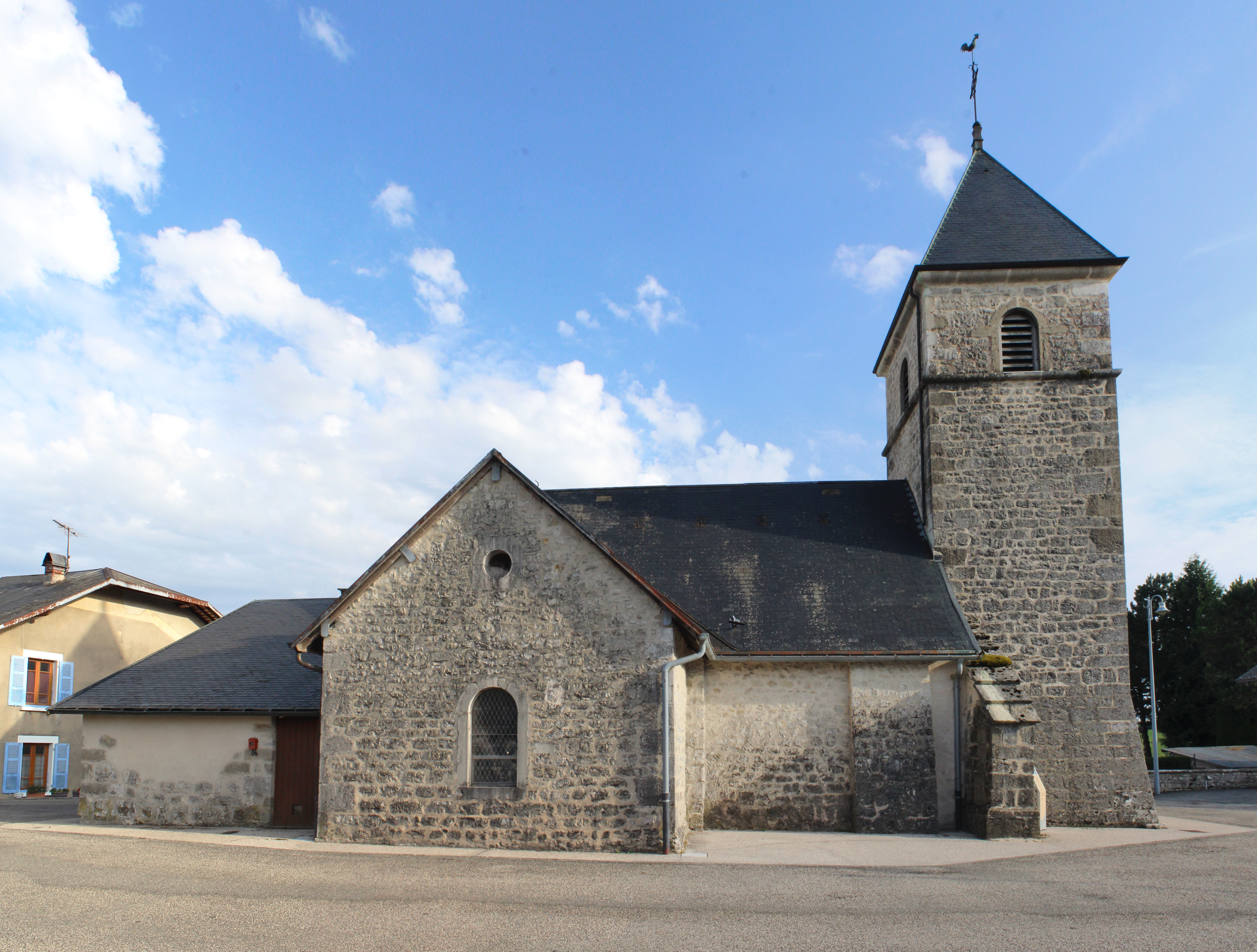
Église Sainte-Agathe.

Église Sainte-Agathe de Corlier. Mentionnée pour la première fois en 1213, elle est plusieurs fois remaniée. Des chapelles ont été ajoutées en 1655 puis 1862 et 1866. On peut observer d'anciennes fresques à l'intérieur.

### Rivières, ruisseau et sources
Le village de Corlier se situant non loin d'un marais, il existe plusieurs sources qui ont été, pour la plupart, captées. Sur les plans cadastraux napoléoniens, leurs emplacements étaient indiqués par la dénomination de fontaines :
- fontaine des murailles située à proximité de la Jarine. On ne sait pas si aujourd'hui il reste des traces de cette fontaine qui normalement se situerait à côté de la route de Corlier quand celle-ci enjambe la Jarine ;
- fontaine de Vers la Rivière qui se situe au lieu-dit Vers la rivière, qui n'est autre que le champ qui longe la Jarine jusqu'au Moulin de Merlet. Une fontaine est signalée à cet endroit ;
- fontaine de Tré Cartiou sur la route de Montgriffon, non loin du cimetière, était mentionnée la présence d'une fontaine. elle existe encore aujourd'hui ;
- fontaine de la Vignette, toujours sur la route de Montgriffon. Difficilement localisable sur le plan cadastral mais de toute évidence au lieu-dit le Montieux. Cette source existe encore et rejoint la Mandorne.

### Altiport
L'altiport de Corlier est situé à l'ouest du village en direction de la cascade de la Fouge. Il est doté d’une piste en herbe de 300 × 40 mètres. On y trouve aussi un hangar qui peut héberger des avions.

### Héraldique
| Blason de Corlier | Blason  | Bandé de sinople et d'or ; au chef d'azur chargé de trois besants d'or. Ornements extérieursCroix de guerre 1939-1945 |
| Blason de Corlier | Détails | Le champ est aux armes de la famille de Thoire-Villars dont le gueules a été remplacé par du sinople. Les besants représentent les pièces de monnaie retrouvées lors de fouilles archéologiques. Adopté le 7 novembre 1991. |